# Matrimonio igualitario en Bermudas
Bermudas no reconoce el matrimonio igualitario, aunque fue legal durante cinco años, entre 2017 y 2022 —excepto entre el 1 de junio y el 23 de noviembre de 2018, cuando entró en vigor una ley que lo prohibía—. se legalizó por primera vez el 5 de mayo de 2017, cuando el Tribunal Supremo de Bermudas dictaminó que las parejas del mismo sexo tenían derecho a contraer matrimonio. Sin embargo, en diciembre de 2017, el Parlamento de Bermudas aprobó un proyecto de ley para prohibirlo y establecer las uniones civiles como alternativa, que entró en vigor el 1 de junio de 2018.
En respuesta a la renovación de la prohibición del matrimonio igualitario, se presentó un recurso judicial contra la ley de uniones civiles. El 6 de junio de 2018, el Tribunal Supremo anuló las partes de la ley que prohibían los matrimonios entre personas del mismo sexo, pero suspendió la sentencia mientras el gobierno apelaba ante el Tribunal de Apelaciones, el cual confirmó el derecho al emitir su fallo el 23 de noviembre de 2018. El gobierno apeló la decisión ante el Comité Judicial del Consejo Privado, el cual revocó el fallo el 14 de marzo de 2022, prohibiendo nuevamente el matrimonio igualitario. Los matrimonios realizados antes de esa fecha siguen siendo legalmente reconocidos. Las encuestas sugieren que la mayoría de los bermudeños apoyan el reconocimiento legal del matrimonio igualitario.

## Historia legal

### Antecedentes
En de febrero de 2016, el fiscal general Trevor Moniz anunció que el gobierno debatiría un proyecto de ley para crear uniones civiles para parejas del mismo sexo, aunque descartó la legalización del matrimonio igualitario. El 29 de febrero, el gobierno anunció que se convocaría un referéndum sobre el matrimonio y las uniones civiles, el cual se celebró el 23 de junio de 2016. ambas propuestas fueron rechazadas por más del 60% de los votantes, aunque el referéndum fue inválido legalmente, ya que participó menos del 50% del electorado.
Ese mismo año se presentó al Parlamento una enmienda al artículo 15 de la Ley de Causas Matrimoniales de 1974, que definía el matrimonio como la unión entre «un hombre y una mujer», fue introducida en el Parlamento en 2016. la Asamblea Legislativa aprobó el proyecto de ley por 20 votos a favor y 10 en contra, mas fue rechazado por el Senado por 5 votos contra 6.

### Fallo del Tribunal Supremo en el casoGodwin(2017)
Tras el referéndum de 2016, Winston Godwin y Greg DeRoche, notificaron su intención de solicitar licencias de matrimonio y llevarían el caso ante los tribunales si eran rechazadas. La Oficina del Registrador General rechazó la solicitud de publicar las amonestaciones, lo que llevó al abogado de la pareja a presentar un recurso de amparo solicitando al Tribunal Supremo que determinara si la denegación contravenía las disposiciones de la Ley de Derechos Humanos. En mayo de 2017, la jueza Simmons emitió su fallo a favor del matrimonio igualitario
La Rainbow Alliance emitió un comunicado elogiando el fallo y descibiéndolo como «una victoria para todas las personas que aman a alguien de su mismo género en Bermudas, [y] garantiza que las parejas del mismo sexo puedan disfrutar de las mismas protecciones legales que los cónyuges heterosexuales». También fue aplaudido por los operadores de varias ñíneas de cruceros de barcos con bandera bermudeña, donde las ceremonias matrimoniales se celebran bajo la ley local. Por su parte, el grupo Preserve Marriage criticó el fallo como «un ataque al matrimonio tradicional [y] a los valores cristianos y tradicionales de otras religiones».
En mayo de 2017, la ministra del Interior, Patricia Gordon-Pamplin, anunció que el gobierno no apelaría el fallo. El Registrador General publicó los primeros edictos para una pareja del mismo sexo el 17 de mayo, y la primera boda entre personas del mismo sexo se celebró en Hamilton el 31 de mayo de 2017 entre Julia Saltus y Judith Aidoo.

### Ley de unión civil de 2018

#### Aprobación y promulgación
Tras las elecciones de julio de 2017, en las que el Partido Laborista Progresista (PLP) obtuvo una cómoda mayoría de diputados en la Cámara de la Asamblea, el diputado Wayne Furbert anunció que presentaría en septiembre un proyecto de ley que prohíbe el matrimonio igualitario. Además, el gobierno afirmó que, de aprobarse el proyecto de ley de Furbert, elaboraría una ley de unión civil que otorgaría a las parejas del mismo sexo los mismos derechos que a las parejas heterosexuales no casadas. En noviembre de 2017, el gobierno presentó un proyecto de ley para prohibir el matrimonio igualitario y establecer las uniones civiles como sustituto.
El proyecto fue duramente criticado por grupos de derechos humanos, la Comisión de Derechos Humanos y la Rainbow Alliance, que lo calificaron de «una vergüenza» y «decepcionante». La ley otorgaría a las uniones civiles derechos similares a los matrimonios, en particular en materia de pensiones, herencias, atención médica, impuestos e inmigración. El proyecto fue aprobado por la Asamblea y el Senado. Varias voces políticas internacionales y organizaciones de derechos humanos criticaron la derogación y argumentaron que podría afectar negativamente el turismo de la isla. La Autoridad de Turismo de Bermuda expresó preocupación por un posible impacto económico.
La derogación del matrimonio igualitario en Bermuda recibió amplia cobertura internacional, medios como The Guardian y The New York Times informaron que «Bermudas se había convertido en el primer país en derogar el matrimonio igualitario». La medida provocó llamados a boicots en redes sociales. Grupos LGBT propusieron impugnar la nueva ley ante los tribunales, ya que «eliminaba un derecho humano fundamental establecido». Los abogados del caso Godwin afirmaron que cualquier acción legal posterior debería ser vista en tribunales europeos.
El 28 de febrero, el ministro del Interior, Walter Roban, anunció que la ley entraría en vigor el 1 de junio de 2018, y que las parejas del mismo sexo que desearan casarse debían solicitar la licencia antes del 12 de mayo. Los matrimonios realizados antes de esa fecha seguirían siendo reconocidos bajo la nueva ley.

#### Impugnación judicial
En febrero de 2018 se presentó una impugnación legal ante el Tribunal Supremo. El tribunal anuló las partes de la ley que impedían el matrimonio igualitario, mas accedió a suspender la ejecución del fallo por seis semanas para que el gobierno tuviera tiempo de considerar una apelación. En julio, se presentó una apelación por parte del gobierno, la Corte de Apelaciones rechazó suspender la decisión.
El gobierno decidió apelar ante el Comité Judicial del Consejo Privado, el cual revocó el fallo el 14 de marzo de 2022, y declaró que la prohibición del matrimonio igualitario no era inconstitucional. En julio de 2022, grupos pro-LGBT impugnaron el fallo ante el Tribunal Europeo de Derechos Humanos, el cual aceptó examinar la solicitud.

## Estadísticas de matrimonios
Entre mayo de 2017 y junio de 2018, veinte parejas del mismo sexo contrajeron matrimonio en Bermuda. De estas, catorce parejas se casaron en la isla y seis a bordo de cruceros registrados en Bermuda. Para mayo de 2019, se habían registrado dos matrimonios adicionales desde la sentencia de la Corte de Apelaciones en noviembre de 2018 y tres parejas habían establecido uniones civiles.

## Opinión pública
Una encuesta de opinión realizada en julio de 2010 reveló que el 27% de los encuestados apoyaba el matrimonio igualitario, mientras que el 51% se oponía. Una encuesta de octubre de 2015 realizada por Global Research encontró que era apoyado por el 48% de los bermudeños y el 44% se oponía..
En la encuesta de agosto de 2020 realizada por Global Research el apoyo al matrimonio igualitario llegó al 53%. El mayor apoyo se registró entre las personas de 18 a 34 años, con un 64 %. El 95 % de los encuestados consideró que la legalización del matrimonio igualitario no les había afectado negativamente, y el 75 % se opuso a que el gobierno destinara más fondos a este asunto en los tribunales.